# 即使這樣也不是我做的
《嫌豬手事件簿》（直譯作《即使這樣也不是我做的》），是周防正行所指導的日本電影。2007年1月20日上映。由加瀨亮主演。

## 情節
無業人士金子徹平（加瀨亮 飾）前往面試途中，搭上了一部异常拥挤的列車，下車時他被一位女中學生拉住衣袖，說他是剛才對她作出非礼（癡漢）行為的人。徹平在与中学生拉扯时作為現行犯被逮捕了，儘管警方不斷勸說他認罪私了，很快就可以出去，但是他堅持自己是清白的，拒絕妥協，後來他更被檢方起訴。在親人、朋友和律師的幫助下，一場漫長的法庭辯論戰開始了……

## 演員
- 金子徹平：加瀨亮
故事主人公，26歲的無業人士。坐列車去面試途中被一名女中學生誤認為是癡漢，但因為自己沒有做過，拒不認罪。

- 荒川正義：役所廣司
徹平的主任辯護律師，前法官。自信、富有正義感。

- 須藤莉子：瀨戶朝香
徹平的辯護律師。因其認為全天下的男性都有性騷擾女性的嫌疑，所以在一開始不太相信徹平，後來堅信徹平是清白的。

- 金子豐子：罇真佐子
徹平的母親。從家鄉前往東京探望兒子，卻得知兒子被捕的消息。

- 齊藤達雄：山本耕史
徹平的好友，同樣是無業人士。得知徹平被捕後，一直竭力幫助徹平。

- 青木富夫：竹中直人
徹平巨作的出租屋的管理人。

- 大森光明：正名僕藏
徹平案件公審的第一任法官。案中傾向於認為徹平無罪。認為法官應該以無罪推定原則來判案並堅持「法院不能使清白的人獲罪」的原則。

- 室山省吾：小日向文世
徹平案件公審的第二任法官。案中傾向於認為徹平有罪，在一審最後宣判徹平有罪。

- 古川俊子：柳生美結
癡漢犯罪的受害人，15歲女中學生。之前也曾多次被癡漢騷擾，但報案後警察說抓不住癡漢也沒用，於是這次勇敢地想去抓住犯人。

- 土井陽子：鈴木蘭蘭
徹平的前女友。得知徹平被冤枉後和大家一起幫助徹平。

- 小倉繁：野間口徹
徹平的大學前輩。向徹平介紹工作。

- 佐田滿：光石研
另一起癡漢冤案事件的被告，一審無罪，但檢方上訴至最高裁判所。得知徹平的案件後，熱心向徹平提供各種援助。

- 佐田清子：清水美砂
佐田的妻子。

- 廣安敏夫：大和田伸也
佐田案件的法官。

- 田村精一郎：益岡徹
徹平母親曾請求幫助的律師。

- 濱田明：田中哲司
第一個負責徹平案件的輪班律師。當時他勸徹平最好認罪交罰款私了，但後來非常後悔。

- 市村美津子：唯野未步子
目擊證實徹平沒有犯案的女乘客。

- 月田一郎：田口浩正
目睹徹平被「現行犯逮捕」的男乘客。

- 西村青兒：德井優
看押所警察官。

- 山田好二：大森南朋
取證擔當的刑事。

- 和田精二：田山涼成
山田刑事的上司。

- 三井秀男：本田博太郎
留守所的同房者。

- 新崎孝三：尾美利德
決定公訴徹平的檢察官。

- 宮本孝：北見敏之
負責搜查徹平案件的副檢察官。

- 板谷得治：高橋長英
旁聽人。

- 北尾哲：山本浩司
旁聽人。

- 平山敬三：石井洋祐
將徹平移交給警方的車站職員。

- 司法修習生：中村靖日

- 廣瀨邦彥：野元學二
特例判事補。

- 本田大輔

- 高橋和勧

- 矢島健一

- 今井茂雄

- 大谷吉史：大谷亮介

- 林田麻里

- 菅原大吉

- 鈴木浩介

## 製作
- 導演、編劇：周防正行
- 製作：龜山千廣
- 製作人：關口大輔、佐佐木芳野
- 執行製片：桝井省志
- 企劃：清水賢治、島谷能成、小形雄二
- 攝影：栢野直樹
- 美術：部谷京子
- 剪接：菊池純一
- 音樂：周防義和
- 照明：長田達也
- 修音：郡弘道、米山靖
- 装飾：鈴村高正
- 錄音：阿部茂
- 助理導演：片島章三

## 獎項
- 第31回山路文子電影獎：最佳導演
- 第3回SARVH獎
- 第32回報知電影獎：最佳國產電影、最佳男主角
- 第20回日刊體育電影大獎：最佳影片、最佳導演
- 第31回日本電影金像獎：最佳影片提名、最佳導演提名、最佳劇本提名、最佳男主角提名、最佳女配角（罇真佐子）、最佳音樂提名、最佳攝影提名、最佳照明提名、最佳美術（部谷京子）、最佳錄音提名、最佳剪接（菊池純一）
- 第81回電影旬報十佳獎：日本電影大獎、作品獎、最佳導演、最佳劇本、最佳男主角
- 第50回藍絲帶獎：最佳導演、最佳男主角
- 第62回每日電影獎：日本電影大獎、最佳導演
- 第17回東京體育電影大獎：最佳導演、最佳男配角（正名僕藏）
- 第29回橫濱電影節：最佳影片、最佳導演、最佳男主角

## 外部連結
- DVD博客
- 周防正行導演訪談
- 互联网电影数据库（IMDb）上《即使這樣也不是我做的》的资料（英文）